# Беляева, Раиса Андреевна
Раи́са Андре́евна Беля́ева (укр. Раїса Андріївна Бєляєва, урождённая Гу́рина, Гуріна; род. 16 января 1947, Харьков, УССР, СССР) — украинская писательница и поэтесса, мемуарист и киновед. Живёт в Киеве.
В 1964—1966 годах посещала литературную студию харьковского ДК работников связи и автошосдор под руководством Бориса Чичибабина; «Раиса Беляева некогда считалась любимой ученицей Б. Чичибабина». По словам Юрия Милославского,

[с]тихотворения Раи Гуриной совершенно не вписывались в тогдашний господствующий «стилистический стандарт»… Рая Гурина была, если допустимо так выразиться, неосознанным «обэриутом»…

О занятиях у Чичибабина Беляева написала мемуарный очерк «Дом для друзей».
Окончила филологический факультет Харьковского университета и кинофакультет Киевского института театрального искусства. Раиса Беляева — автор многочисленных статей, посвященных украинской кинематографии 1970—1990-х годов. Составила первый на Украине аннотированный научный каталог «Сто фильмов украинского кино» (укр. 100 фільмів українського кіно; Киев: Спалах, 1996), изданный к 100-летию мирового кинематографа в рамках проекта ЮНЕСКО «Национальное кинематографическое наследие». Член Союза кинематографистов Украины.
В 2007 году опубликовала в харьковском еженедельнике «Новая Демократия» и в журнале «©оюз Писателей» (в сокращении) мемуарную повесть «IMAGO (Из Записок о Холодной Горе)». Полностью повесть «IMAGO» появилась в 9-й книге «Рубеж» (2009). По утверждению Ю. Г. Милославского, повесть представляет собой лишь часть мемуарного и дневникового наследия Беляевой, где нашли своё отражение особенности литературной жизни Харькова 1960-х годов:

Мы уповаем, что выдержки из них, снабжённые авторскими комментариями, когда-нибудь да предстанут перед нами. В этом случае нас ждёт немало любопытного, а Р. А. Беляеву — слава Александры Осиповны Смирновой-Россет.

Рассказ Р. А. Беляевой «Каштан и рядом» опубликован в третьем выпуске журнала «Крещатик» за 2010 год.